# Fosterella gracilis
Fosterella gracilis là một loài thực vật có hoa trong họ Bromeliaceae. Loài này được (Rusby) L.B.Sm. mô tả khoa học đầu tiên năm 1960.